# بخار رطب
البخار الرطب (بالإنجليزية: wet steam)‏ هو خليط من ماء مشبع وبخار مشبع موجودان معًا في حالة اتزان عند ضغط ودرجة حرارة التشبع، ويمكن تحديد خواصه بمعرفة ضغط التشبع أو درجة حرارة التشبع و معامل الجفاف.

## خواصه
يمكن الحصول علي خواصه من المعادلات الآتية:

### الحجم النوعي
(νx = νx + X (νg - νf

حيث:
- νx: الحجم النوعي لخليط الماء و البخار.
- ْX: معامل الجفاف (بالإنجليزية: Dryness fraction)‏, و تدل قيمته علي نسبة البخار في الخليط, حيث تتراوح بين 0 في حالة الماء المشبع إلي 1 في حالة البخار المشبع.
- νf: الحجم النوعي للماء المشبع المناظر لدرجة حرارة التشبع (م3/كغم).
- νg: الحجم النوعي للبخار المشبع المناظر لدرجة حرارة التشبع (م3/كغم).

### الإنثالبي
(hx = hx + X (hg - hf

حيث:
- hx: الإنثالبي لخليط الماء و البخار.
- hf: إنثالبي الماء المشبع المناظر لدرجة حرارة التشبع (ك.جول/كغم).
- hg: إنثالبي البخار المشبع المناظر لدرجة حرارة التشبع (ك.جول/كغم).

### الإنتروبيا
(Sx = Sx + X (Sg - hf

حيث:
- Sx: إنتروبيا خليط الماء و البخار, و تقاس بوحدة (ك.جول/كغم.سليزيوس).
- Sf: إنتروبيا الماء المشبع المناظر لدرجة حرارة التشبع, و تقاس بوحدة (ك.جول/كغم.سليزيوس).
- Sg: إنتروبيا البخار المشبع المناظر لدرجة حرارة التشبع, و تقاس بوحدة(ك.جول/كغم.سليزيوس).

### الطاقة الداخلية
(Ux = hx - pνx = ux + X (Ug - Uf

حيث:
- ưx: الطاقة الداخلية لخليط الماء و البخار, و تقاس بوحدة (ك.جول/كغم).
- Ug: الطاقة الداخلية للبخار المشبع, و تقاس بوحدة (ك.جول/كغم).
- Uf: الطاقة الداخلية للماء المشبع, و تقاس بوحدة (ك.جول/كغم).